# World Championship Wrestling
World Championship Wrestling (WCW) a fost o promoție americană de lupte profesionale fondată de Ted Turner în 1988, după ce Turner Broadcasting System, prin compania sa numită Universal Wrestling Corporation, a achiziționat activele teritoriul National Wrestling Alliance (NWA) Jim Crockett Promotions (JCP) (care își difuzase programele pe TBS). 
Pentru o mare parte a existenței sale, WCW a fost una dintre promoțiile de top de wrestling profesionist din Statele Unite, alături de World Wrestling Federation (WWF, acum WWE), depășind-o la un moment dat pe cea din urmă din punct de vedere al popularității. După succesul inițial prin utilizarea starurilor de wrestling consacrate din anii 1980, compania l-a numit pe Eric Bischoff producător executiv de televiziune în 1993. Sub conducerea lui Bischoff, compania s-a bucurat de o perioadă de succes major, caracterizată printr-o trecere la povești bazate pe realitate și notabile si angajări de foste talente WWF. WCW a câștigat, de asemenea, atenția pentru dezvoltarea unei populare divizii cruiserweight, care a prezentat un stil de luptă acrobatic, cu ritm rapid, inspirat de lucha libre. În 1995, WCW și-a lansat programul de televiziune Monday Nitro în direct și, ulterior, a dezvoltat o competiție de rating împotriva programului emblematic al WWF, Monday Night Raw, într-o perioadă cunoscută acum sub numele de Monday Night Wars. Din 1996 până în 1998, WCW și-a depășit programul rival în rating timp de 83 de săptămâni consecutive. 
Începând din 1999, WCW a suferit pierderi semnificative în rating și venituri din cauza pașilor greșiți creativi și a suferit de pe urma fuziunii din 2001 a America Online (AOL) și Time Warner (mai târziu WarnerMedia, cunoscută acum ca Warner Bros. Discovery (WBD).Curând după aceea, WCW a fost închisă, iar WWF a achiziționat anumite active WCW în 2001, inclusiv biblioteca sa video, proprietatea intelectuală (inclusiv numele și centurile WCW) și unele contracte ale unor wrestleri. 

## Istorie

### Anii înainte de achiziția lui Turner (anii 1980)

#### Georgia Championship Wrestling și Sâmbăta Neagră (1982–1984)
Deși numele de marcă „World Championship Wrestling” a fost folosit de promoter-ul Jim Barnett pentru promotia sa australiană, prima promotie din Statele Unite care a folosit marca pe scară largă a fost Georgia Championship Wrestling (GCW). GCW, deținută în principal de Jack Brisco și Gerald Brisco,cu Ole Anderson ca booker,a fost primul teritoriu NWA care a obținut acces la televiziune prin cablu, difuzat de WTCG-TV Atlanta al lui Ted Turner, postul care a devenit Superstation TBS. Emisiunea a fost difuzată în fiecare sâmbătă seara, de la ora 18:05 până la 20:05. După ce și-a fondat propria companie, Titan Sports Inc. în 1980, în 1982, Vincent K. McMahon a cumpărat Capitol Wrestling Corporation (CWC) a tatălui său și a fuzionat-o în Titan Sports Inc. Sub conducerea sa, World Wrestling Federation (WWF) a devenit o promotie de top în America de Nord, iar GCW a conceput numele „World Championship Wrestling” într-un efort de a concura. În 1982, GCW și-a schimbat numele emisiunii de televiziune Georgia Championship Wrestling în World Championship Wrestling, deoarece deja începea să difuzeze spectacole în teritorii „neutre”, cum ar fi Ohio, Pennsylvania și Michigan împotriva World Wrestling Federation a lui Vincent K. McMahon, deoarece ambele promoții au asigurat contracte de televiziune și WWF încerca să devină o entitate națională, nu regională. McMahon cumpărase compania tatălui său, Capitol Wrestling Corporation (CWC), un teritoriu de pro-wrestling care era cunoscut în principal în nord-est și a fuzionat-o cu propria sa companie, Titan Sports Inc. WWF avea să părăsească NWA și să creeze spectacolul WWF All American Wrestling pentru USA Network. Pe 9 aprilie 1984, frații Brisco și-au vândut acțiunile la GCW, inclusiv slotul lor de sâmbătă seara de la WTBS, lui Vince McMahon. WWF avea să preia intervalul de timp al GCW pe 14 iulie 1984, zi care va fi cunoscută mai târziu drept „Sâmbăta Neagră”. Abordarea bazată pe personaje caricaturale a WWF, spre deosebire de stilul de luptă sudist mai mult de conflict și atletism al GCW, a fost primit negativ de telespectatorii WTBS. În ciuda faptului că inițial a promis că va produce meciuri live în studio din Atlanta, WWF va prezenta în schimb meciuri preînregistrate filmate în arene din întreaga țară. Această mișcare a fost un factor major în decizia lui Turner de a întrerupe prezentarea la WWF. Între timp, Ole Anderson, care refuzase să-și vândă acțiunile din GCW către WWF, a făcut echipă cu actionarii Fred Ward și Ralph Freed pentru a crea Championship Wrestling din Georgia. Turner a obținut rapid un contract de televiziune cu noua promoție, precum și cu Mid-South Wrestling al lui Bill Watts.

#### Jim Crockett Promotions se mută pe TBS (1985–1986)
Sub presiunea lui Turner, în martie 1985, McMahon și-a vândut intervalul orar TBS și numele „World Championship Wrestling” către Jim Crockett Promotions (JCP), deținută de Jim Crockett Jr., într-o afacere intermediată de fostul partener GCW Jim Barnett. Acordul a crescut ambele companii, făcând din JCP Mid-Atlantic Championship Wrestling, o promotie națională care a devenit sinonimă cu NWA, oferind în același timp lui McMahon și Titan Sports banii necesari pentru a organiza prima WrestleMania. Noul World Championship Wrestling, care era acum o combinație de JCP (Mid-Atlantic Wrestling) și Championship Wrestling din Georgia, a devenit un spectacol de top pentru TBS, permițându-i lui Jim Crockett Jr. să devină președinte NWA pentru a doua oară. 
În 1986, Jim Crockett Promotions a organizat prima Jim Crockett Sr. Memorial Cup, care a prezentat talente din diferite teritorii NWA. Bob Geigel avea să redevină mai târziu președintele NWA și avea să achiziționeze Geigel's Heart of America Sports Attractions, promoteri ai teritoriilor Statelor Centrale, care dețineau drepturile de a promova spectacole de lupte prin statele Kansas, Missouri și Iowa. 

#### Promotie Nationala (1987–1988)
În 1987, JCP avea să încheie un acord pentru a controla Championship Wrestling din Florida și Universal Wrestling Federation (care acoperea Oklahoma, Mississippi, Arkansas, Texas și Louisiana; până la acest moment, UWF se despărțise de NWA); acest lucru l-a ajutat să ridice Crockett la un al treilea mandat ca președinte al NWA. Teritoriile Florida și Mid-South (împreună cu listele de luptători ale acelor companii) au fost absorbite în WCW. Jim Crockett Promotions deținea acum NWA St. Louis, Universal Wrestling Federation, Mid-Atlantic, Central States Wrestling, Championship Wrestling din Georgia și Championship Wrestling din Florida.
Între achiziționarea mai multor teritorii NWA, World Class Championship Wrestling din Texas a părăsit NWA în 1986 (și ulterior fuzionarea cu Continental Wrestling Association a lui Jerry Jarrett din Memphis pentru a crea o nouă promoție, United States Wrestling Association), JCP a fost ultimul membru NWA, cu expunere la televiziunea națională, care la acest moment a făcut JCP de fapt sinonim cu NWA. Deși JCP și NWA erau încă două entități juridice separate, cu Crockett ca președinte al NWA, Jim Crockett Promotions i sa permis să folosească marca NWA pentru promotie.
Având în vedere cantitatea mare de bani necesară pentru a rezerva un tur național, diferitele achiziții teritoriale au stors banii JCP. De asemenea, WWF la începutul anilor 1980 a suferit o mare încărcare a datoriilor, iar succesul său depindea de primirea evenimentelor sale pay-per-view. În 1987, JCP a lansat cea de-a cincea editie din Starrcade drept răspunsul NWA la evenimentul WrestleMania al WWF. WWF va contra-programa cu primul lor eveniment Survivor Series în aceeași zi. WWF a informat companiile de cablu că, dacă ar alege să transporte Starrcade, nu vor avea voie să organizeze evenimente viitoare WWF. Marea majoritate a companiilor au prezentat Survivor Series (doar cinci au optat să rămână în contract cu Crockett, rezultând doar un profit de 80.000 USD după cheltuieli).
În ianuarie 1988, JCP a promovat Bunkhouse Stampede, iar McMahon a contraprogramat cu primul Royal Rumble pe USA Network. Ambele evenimente NWA au atins rate de cumpărare scăzute, iar decizia de a organiza aceste evenimente în Chicago și New York a înstrăinat principala bază de fani ai lui Crockett din Carolina, împiedicând puterea lor de atrage pentru spectacolele în arena din sud-est.

#### Dusty Rhodes ca booker și colaps (1988)
În 1984, Crockett a semnat cu Dusty Rhodes și l-a făcut să fie booker pentru World Championship Wrestling. Rhodes avea o reputație de creativitate și a fost autorul multor rivalitati memorabile, povești și meciuri precum WarGames. Rhodes ar fi responsabil pentru ridicarea luptătorilor precum Sting, Ricky Steamboat, Magnum T.A., Road Warriors (Hawk și Animal) și Nikita Koloff. Cu toate acestea, Rhodes s-ar fi implicat într-o luptă politică cu campionul NWA Ric Flair, iar până în 1988, după patru ani 

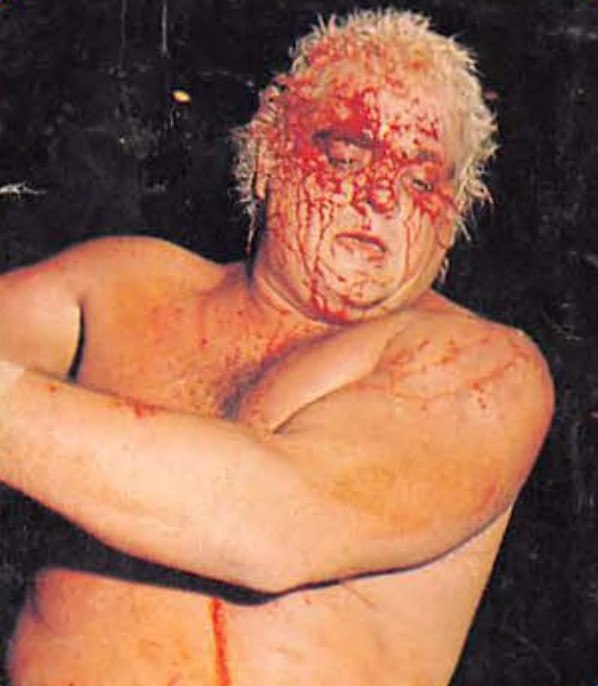
Dusty Rhodes

de competiție cu Vince McMahon, a fost epuizat. Booking-ul lui Rhodes ar fi criticată pentru meciurile nesfarsite frecvente ale show-urilor, cunoscute acum sub numele infam de „Dusty finish”. Unul dintre ultimele aspecte creative inițiate de Dusty Rhodes a fost Clash of the Champions, în noaptea WrestleMania IV. Timp de un sfert de oră, meciul Ric Flair vs. Sting a câștigat mai mulți spectatori decât WrestleMania, iar meciul l-a văzut și pe Sting devenind un wrestler de top pentru WCW. Dimpotrivă, Rhodes a plănuit la un moment dat să-l învingă pe luptătorul Rick Steiner pe Ric Flair într-un meci de cinci minute la Starrcade pentru NWA World Heavyweight Championship. Rhodes ar fi concediat de promotie după un moment pe 26 noiembrie, în care Road Warrior Animal și-a scos o teapa din protectia de umar și i-a blocat-o în ochiul lui Rhodes, facandu-l sa sangereze, în ciuda unei politici stricte de „fără sânge” stabilită de Turner după cumpărarea recentă a companiei.

### Fondarea și primii ani sub Ted Turner (1988–1992)
Jim Crockett Promotions a fost achiziționat definitiv de Turner pe 11 octombrie 1988. Încorporat inițial de TBS sub numele de Universal Wrestling Corporation, Turner le-a promis fanilor că WCW va menține stilul NWA orientat către atleți. Vânzarea a fost finalizată pe 2 noiembrie 1988, cu o înregistrare TV a NWA World Championship Wrestling chiar la aceeași dată în orașul natal al WCW, Atlanta.
1989 s-a dovedit a fi un an de răsturnare pentru WCW, cu Ric Flair atât campion mondiala, cât și booker. Flair avea să-i aducă pe Ricky Steamboat și Terry Funk, iar meciurile lui pay-per-view cu Steamboat au avut succes financiar și critic. Vedete tinere precum Sid Vicious, Sting, Scott Steiner, The Road Warriors, Brian Pillman, The Great Muta și Lex Luger au primit povești majore și oportunități. În martie 1990, totuși, Flair a fost concediat din funcția de booker, după ce talentul WCW a început să susțină că Flair a facut meciurile în favoarea lui. Unul dintre aceste exemple a fost refuzul lui Flair de a renunța la titlul WCW World Heavyweight lui Lex Luger, deoarece deja promisese că îl va pierde lui Sting, care el însuși fusese rănit la începutul anului. În ciuda ratingurilor mari și a spectacolelor bine primite, Flair va fi în cele din urmă înlocuit de Ole Anderson ca booker.
Sub Ole, WCW a început să încorporeze treptat multe dintre personajele pentru care WWF erau mai cunoscuti. Aceste cascadorii au inclus o apariție inter-promoțională a lui RoboCop la Capital Combat în mai 1990,meciul Chambers of Horrors și povestea Black Scorpion. Spectacolele house aveau să scadă la minime record, pe măsură ce Ole a împins continuu luptătorii mai în vârstă care i-au fost loiali. În culise, WCW devenea mai autonomă și încet a început să se separe de NWA. Ei s-au despărțit oficial de NWA în ianuarie 1991 și au început să-și recunoască propriurile titluri WCW World Heavyweight Championship și WCW World Tag Team Championship. Atât WCW, cât și NWA l-au recunoscut pe Ric Flair drept campion mondiala în cea mai mare parte a primei jumătăți a anului 1991. Cu toate acestea, recent instalat președintele WCW, Jim Herd, care a fost manager al postului de televiziune din St. Louis KPLR-TV și a fost, de asemenea, cândva director regional al Pizza Hut, s-a întors împotriva lui Flair din diverse motive. Flair va fi concediat înainte de The Great American Bash în iulie 1991, după eșuarea negocierilor contractuale. În acest proces, i-au luat titlul oficial de centura mondiala WCW. Potrivit autobiografiei lui Flair, ei au refuzat să returneze depozitul de 25.000 de dolari pe care îl pusese pe centura fizică, așa că l-a păstrat și l-a adus cu el când a fost angajat de WWF la cererea lui Vince McMahon. Flair și-a încorporat apoi centura în personajul său, autodenumit „Campionul lumii reale”. WCW a renegociat ulterior utilizarea numelui NWA ca un gimmick de co-promoție cu New Japan Pro-Wrestling și a dat în judecată WWF să nu mai arate Flair cu vechea centură NWA World Title în programele sale, pretinzând o marcă înregistrată pe designul fizic al centurii. . Centura a fost returnată WCW de către Flair când Jim Herd a fost dat afara. În cele din urmă, Flair și-a primit depozitul, cu dobândă de peste 38.000 USD. A fost adus înapoi ca NWA World Heavyweight Championship.
Între timp, produsul WCW a căzut într-un declin în 1991 și 1992 sub președinția Turmei. Ric Flair, care a avut conflicte cu Herd, a declarat odată că Herd „nu știa nimic despre lupte, în afară de faptul că postul pe care îl conducea avea o emisiune fierbinte” (referindu-se la emisiunea odată populară Wrestling at the Chase. care a fost difuzată de KPLR-TV în timp ce Herd era manager acolo). Potrivit lui Flair, Herd a vrut, de asemenea, să renunțe la toată personajul său „Nature Boy”, să-și radă capul (chiar dacă părul blond albitor al lui Flair era una dintre mărcile sale cele mai recunoscute) și să adopte un personaj de gladiator roman cu numele Spartacus pentru „schimbarea cu vremurile”. Kevin Sullivan, membru al comitetului de creație, a spus: „După ce schimbăm personajul lui Flair, de ce nu mergem la Yankee Stadium și schimbăm numărul uniformei lui Babe Ruth?”. În timpul renegocierii contractului, Flair a refuzat să accepte o reducere de salariu, să fie mutat din poziția principală la evenimentul sau să renunțe la titlul lui Lex Luger, așa cum dorea Herd. În schimb, Flair s-a oferit să renunțe la titlul lui Barry Windham. Celelalte idei ale lui Herd au fost văzute de mulți ca o încercare slabă de a imita stilul orientat spre personaje al WWF. Stan Hansen a fost atât de insultat de personajul Desperados, un grup de cowboy prost, încât a părăsit WCW definitiv când i s-a cerut să facă parte din grup. Jim Cornette și Stan Lane aveau să plece și ei de la promotie după ce au avut conflicte cu Herd, destrăgând astfel Midnight Express, iar Road Warriors ar pleca și ei în iulie 1990 din cauza conflictelor cu Herd.
Herd a fost concediat în ianuarie 1992 și a fost succedat de Kip Allen Frey. Mandatul lui Frey la conducerea WCW a fost scurt, iar el avea să fie înlocuit mai târziu în cursul anului cu „Cowboy” Bill Watts, care fusese anterior promoterul pentru Mid-South Wrestling (cunoscut mai târziu sub numele de UWF) și a fost primul director executiv al WCW să aibă experiență anterioară în domeniul luptei de când a plecat Jim Crockett. Watts ar face, în mod controversat, mișcările de pe corzi – care au fost efectuate în mod obișnuit de vedete precum Brian Pillman și frații Steiner – ilegale în timpul meciurilor de lupte, printre alte schimbări. După confruntări cu conducerea pe o serie de probleme, precum și după senzația de presiune din partea lui Hank Aaron pentru o corespondență sensibilă rasial și acuzațiile de antisemitism din partea lui Paul E. Dangerously și Scotty Flamingo (ambele fiind evrei), Watts și-a dat demisia. Ulterior a fost înlocuit de Eric Bischoff.
În perioada în care WCW a funcționat cu propriul centura mondiala, recunoscând în același timp titlul mondiala al NWA, Flair a părăsit WWF în condiții bune și s-a întors la WCW, recâștigând titlul NWA de la Barry Windham în iulie 1993. Titlul a fost programat ulterior pentru să fie lăsat de Flair lui Rick Rude, o schimbare a titlului care a fost expusă prin înregistrarea prealabilă a meciurilor la Studiourile Disney-MGM, cunoscută sub numele de înregistrări Disney. Consiliul de administrație al NWA, care lucrează separat de WCW, s-a opus schimbării titlului fără votul lor, iar WCW a părăsit NWA definitiv în septembrie 1993. Cu toate acestea, WCW deținea și folosea în mod legal centura reală care reprezenta Centura mondialaa NWA. iar Rick Rude chiar l-a apărat drept „Big Gold Belt”, dar nu mai puteau folosi numele NWA. Titlul a devenit astfel cunoscut sub numele de  WCW International World Heavyweight Championship, așa cum a fost sancționat de filiala fictivă WCW International. WCW a susținut că WCW International este în continuare recunoscuta drept Centura mondialaa legitima. Pentru o scurtă perioadă de timp, au existat în esență două titluri mondialae pentru în organizație, Sting câștigând titlul internațional WCW, în timp ce Flair a capturat Centura mondialaa WCW de la Big Van Vader. Cele două titluri au fost unificate de Flair într-un meci pe 23 iunie 1994.

### Era Eric Bischoff (1993–1999)
În februarie 1993, fostul comentator Eric Bischoff a fost numit vicepreședinte executiv al WCW. Bischoff i-a impresionat pe cei mai buni membri ai lui Turner cu tacticile sale non-confruntaționale și priceperea în afaceri. Jim Ross, supărat că un bărbat care i-a răspuns cândva era acum supervizorul său, a cerut și a primit o eliberare de la directorul TBS Bill Shaw (după sugestia lui Bischoff) și a ajuns în WWF. Între timp, Dusty Rhodes și Ole Anderson erau încă în controlul creativ deplin în acest moment, iar WCW și-a continuat declinul sub supravegherea lor.
Povestea infama „Lost in Cleveland” a început când Cactus Jack (Mick Foley) s-a luptat pentru prima dată cu Big Van Vader pe 6 aprilie 1993. Foley și Vader doreau un meci intens, așa că au convenit că Vader îl va lovi pe Cactus cu o serie de lovituri in fata. WCW a editat puternic meciul pentru că a fost împotriva politicilor lor să arate sângerarea abundentă care a rezultat. Foley a suferit un nas rupt, o maxilară dislocată și a avut nevoie de douăzeci și șapte de cosaturi, dar a câștigat meciul prin numărare. Pentru că titlul nu a schimbat mâinile la o numărătoare, WCW a rezervat o revanșă. Foley, totuși, dorea un timp liber pentru a fi cu fiica sa nou-născută și a se opera pentru o accidentare la genunchi. Drept urmare, în revanșa cu Vader din 23 aprilie, Vader a îndepărtat covorașele de protecție de pe marginea ringului și i-a facut un powerbomb lui Cactus pe podeaua de beton, provocând-ui comoție cerebrală legitimă și făcându-l pe Foley să-și piardă temporar senzația la piciorul și mâna stângă. În timp ce Foley a fost plecat, absența lui Cactus Jack a fost explicată cu niste vignette,in care Cactus este instituționalizat intr-un spital psihiatric, acesta scăpand și  dezvoltand amnezie. Foley și-a dorit ca povestea rănilor să fie foarte serioasă și să genereze simpatie sinceră pentru el înainte de întoarcerea sa. Ca răspuns la vinietele de comedie pe care le-a produs WCW, Foley glumește în autobiografia sa că acestea au fost creația directorilor WCW, care au considerat o ceartă sigură pentru a face bani ca o problemă care trebuia rezolvată.
Pe 6 iulie 1993, WCW a început filmările Disney Tapings menționate mai sus. Pentru a economisi bani, promoția a închiriat un studio situat la Studiourile Disney-MGM din Orlando, Florida și a continuat să-și înregistreze programul de televiziune sindicalizat cu luni înainte de a fi difuzat la televizor. Luptătorii au fost adesea forțați să apară în fața camerei cu titluri pe care de fapt nu le-ar câștiga timp de câteva luni, expunând viitoarele povestiri ale WCW celor prezenți (cei mai mulți dintre ei erau turiști care fuseseră antrenați să aplice și să huiduiască). Filmările cu Rude cu titlul NWA la aceste înregistrări au provocat controversa cu NWA discutată mai sus. Mai mult, înregistrările au provocat și confuzie în divizia de echipe, deoarece au dezvăluit că Arn Anderson și Paul Roma urmau să câștige titlurile WCW World pe echipe de la The Hollywood Blonds („Stunning” Steve Austin și Flyin’ Brian Pillman). Promotia a încercat să surprinda fanii la PPV-ul Beach Blast din iulie,iar  The Hollywood Blonds aveau sa păstreze titlurile. Cu toate acestea, înainte de evenimentul Clash, Pillman a fost rănit și incapabil să lupte, forțându-l pe Lord Steven Regal să-l înlocuiască alături de Austin. Anderson și Roma au câștigat titlurile, în timp ce Blonzii au fost despărțiți definitiv.
În 1993, Ric Flair s-a întors la WCW din mandatul său WWF, dar a fost intarziat de o clauză de non-concurenta din contractul său WWF. Ca răspuns, i s-a oferit un segment de talk-show în emisiunile de televiziune ale WCW numit „A Flair for the Gold”, similar cu segmentele „Piper’s Pit” cu „Rowdy” Roddy Piper. Într-un segment acum infam al talk-show-ului de la Clash XXIV, un „partener misterios” pentru babyfaces cunoscut sub numele de The Shockmaster (portrat de Fred Ottman, cunoscut anterior ca „Typhoon” în WWF) s-a împiedicat prin perete și a căzut fața lui, făcându-și din neatenție un personaj de glumă (în ciuda faptului că a câștigat unele meciuri). Dusty Rhodes a susținut mai târziu că un 2x4 a fost plasat pe fundul peretelui, care nu fusese acolo la repetiție, ceea ce l-a făcut pe Ottman să se împiedice. Până în noiembrie 1993, WCW a decis să-și bazeze din nou promotia în jurul lui Ric Flair, după ce Sid a fost implicat într-un incident cu Arn Anderson, care a dus la spitalizarea ambilor bărbați in timp ce erau în turneu în Anglia, cu opt săptămâni înainte de Starrcade,Sid a fost concediat. Flair și-a pus cariera pe linie împotriva lui Big Van Vader pentru centura mondialaa WCW. Flair a câștigat titlul la Starrcade și a fost din nou făcut booker. Totuși, asta nu a împiedicat WCW să sufere pierderi financiare masive în 1993; 23 de milioane de dolari.

#### Inceputul competitiei cu WWE(1994–1996)
Începând cu 1994, Bischoff a recrutat agresiv foste vedete de mare profil de la WWF, precum Hulk Hogan și „Macho Man” Randy Savage, folosind resursele monetare ale lui Turner. Datorită profilurilor lor înalte, Hogan și Savage au putut să ceară concesii, cum ar fi contracte multianuale, de milioane de dolari și control creativ asupra personajelor lor. Acest lucru avea să devină mai târziu o problemă pentru WCW, deoarece alți luptători au putut face cerințe similare, iar valorile contractelor au crescut. Hogan în special a reușit să câștige o influență considerabilă printr-o prietenie cu Bischoff; inclusiv o taxă de 700.000 USD per apariție cu plata-per-vizionare, plus 25% din venitul brut din plata-per-vizionare, indiferent dacă a avut succes sau nu.
Primul eveniment major WCW pay-per-view pentru Hogan's a fost Bash at the Beach, la care fostul pilon principal al WWF l-a învins pe Ric Flair pentru centura mondiala WCW. În perioada petrecută în WWF, din 1991 până în 1992, s-a zvonit o rivalitate între ei, dar un meci planificat inițial pentru WrestleMania VIII nu s-a realizat niciodată. Evenimentul WCW a atras o rată de cumpărare ridicată din cauza intrigii și hype-ului mainstream. În decembrie 1994, Savage avea să-și facă debutul în WCW; iar în 1995, a fost creat un nou eveniment pay-per-view numit Uncensored și WCW avea să reînvie și The Great American Bash, care nu mai fusese difuzat din 1992.
Într-o întâlnire de la mijlocul anului 1995, Turner l-a întrebat pe Bischoff cum ar putea WCW să concureze cu WWF-ul lui McMahon. Bischoff, neașteptându-se ca Turner să se conformeze, a spus că singura modalitate ar fi un interval de prime-time într-o noapte în timpul săptămânii, posibil împotriva emisiunii emblematice a WWF, Monday Night Raw. Turner i-a acordat o oră live pe TNT în fiecare luni seară. Noul spectacol săptămânal, WCW Monday Nitro, a debutat pe 4 septembrie 1995, în direct de la Mall of America din Bloomington, Minnesota, într-un interval de timp care s-a suprapus în mod specific cu Raw. Bischoff însuși a fost inițial gazda, alături de Bobby Heenan și fostul star NFL Steve "Mongo" McMichael. Emisiunea inițială a Nitro a prezentat revenirea surpriză a lui Lex Luger (care a fost în WWF din 1993) în publicul WCW. Deoarece Nitro era în direct în acel moment, premiera vedetelor importante din emisiune le-ar semnala fanilor cantitatea de emoție pe care o vor conține emisiunile. Luger însuși a avut o cursă de succes în WWF și a devenit una dintre vedetele de top ale companiei. Luger fusese angajat la WWF cu o săptămână înainte de apariția sa la Nitro, a luptat într-un show house pentru WWF în Halifax, Nova Scoția, cu o seară înainte de apariția sa la Nitro. Semnificația acestui eveniment ar duce la începutul unei perioade care ar fi cunoscută sub numele de „Războiul de luni noaptea”.
Nitro a avut suficient succes încât a fost extins la două ore live în mai 1996, iar mai târziu la trei în februarie 1998. La început, Bischoff avea să ofere rezultate Raw pe Nitro, deoarece Raw, spre deosebire de Nitro, a fost apoi înregistrat în mare parte în avans. O altă lovitura celebră catre WWF a fost luată pe 18 decembrie 1995, când campioana feminina WWF Debrah Miceli (care a concurat anterior în WCW ca „Madusa”) a revenit in promotie ca personajul ei WWF Alundra Blayze și, în direct pe Nitro, denunță personajul Blayze și aruncă centura titlului WWF Femei într-un coș de gunoi, revendicându-și porecla „Madusa” în acest proces. Ca răspuns, WWF a creat scenetele „Billionaire Ted”, care au prezentat parodii cu Ted Turner („Billionaire Ted”), Hulk Hogan („The Huckster”), Randy Savage („The Nacho Man”) și intervievatorul WCW „Mean” Gene" Okerlund ("Scheme Gene"). Turner a recunoscut mai târziu că nu a fost jignit de scenete și, în schimb, le-a găsit amuzante.

#### New World Order și dominația ratingurilor (1996–1998)
În Ziua Memorialului din 1996, Scott Hall, care luptase în WWF ca Razor Ramon, a întrerupt un meci coborând prin mulțime în ring. Apoi a spus celebrul promo: „Vreti un război?”: „Voi știți cine sunt”, a început el, „dar nu știți de ce sunt aici”. Hall a spus că el și doi dintre asociații săi urmau să „preia” WCW. Mulți credeau că se referea la Bret Hart și Shawn Michaels, pe atunci încă cu WWF. Hall i-a provocat pe cei mai buni luptători WCW să se ridice și să apere compania împotriva atacului lor. Săptămâna următoare, Hall a reapărut pe Nitro pentru a-i deranja pe comentatorii WCW înainte ca Sting să-l confrunte și să-l lovească pe Hall. Ca răspuns, Hall ia promis lui Sting o „MARE surpriză” săptămâna viitoare în Wheeling, Virginia de Vest, care a ajuns să fie prietenul lui Hall și fostul campion WWF, Kevin Nash. Nash și-a ținut propriul discurs, făcând referire la sloganul WCW „Where The Big Boys Play” cu răspunsul „Noi am venit aici să ne jucăm”. În săptămânile care au urmat, Hall și Nash au fost denumiți în mod colectiv „The Outsiders”. Ambii bărbați au început să apară pe neașteptate în timpul emisiunilor Nitro, atacând luptătorii și distragându-i atenția și provocând diverse perturbări.
WWF avea să depună mai târziu un proces, susținând că povestea nWo presupunea că Hall și Nash erau invadatori trimiși de Vince McMahon pentru a distruge WCW. WWF a susținut, de asemenea, că Scott Hall a acționat într-un mod prea asemănător cu personajul Razor Ramon, care era deținut de WWF. La The Great American Bash, Nash a confirmat în fața camerei că cei din afară nu au fost angajați de WWF. În ciuda acestui fapt, procesul a durat câțiva ani înainte de a fi soluționat în afara instanței. Unul dintre termenii acordului a fost dreptul WWF de a licita pentru proprietățile WCW, în cazul în care acestea vor fi vreodată lichidate.
În cele din urmă, Outsiders au anunțat apariția viitoare a unui al treilea membru. La Bash at the Beach 1996, Hall și Nash au fost programați să facă echipă cu partenerul lor misterios împotriva Lex Luger, Randy Savage și Sting. Hulk Hogan a venit pe ring în punctul culminant al meciului și l-a atacat pe Savage, dezvăluindu-se a fi al treilea om al celor de la Outsiders. Oferind un interviu cu Okerlund imediat după meci, Hogan a susținut că motivul sau a fost că s-a săturat de fanii care s-au întors împotriva lui. Hogan s-a referit la el însuși și la Outsiders drept o „nouă organizație mondialaă a luptei”. Noua Ordine mondialaă (nWo) avea să înceapă ulterior dispute cu luptătorii loiali WCW. Potrivit lui Bischoff, planul inițial era ca Sting să fie dezvăluit ca al treilea bărbat, mai degrabă decât Hogan. Hogan l-a convins pe Bischoff să-l facă al treilea om, cu raționamentul că al treilea bărbat trebuie să aibă valoarea numelui WWF, la fel ca Hall și Nash, și datorită succesului lui Hogan ca chip al WWF în anii 1980 și începutul anilor 1990. Întoarcerea călcâiului a lui Hogan a marcat pentru prima dată în peste 15 ani când a portretizat un personaj răutăcios. Cu cea mai mare parte a listei WCW în Japonia, nWo a preluat episodul Nitro din 23 septembrie 1996, inclusiv cabina de difuzare. În mare parte datorită nWo, Nitro ar urma să învingă Raw timp de 84 de săptămâni consecutive în rating.
În 1997, nWo a început să se ceartă cu babyface-ul reînviat Four Horsemen, precum și cu Sting care a revenit. După o absență îndelungată, Sting s-a întors la televiziunea WCW ca un personaj mai întunecat și plin de gânduri, cu un personaj bazat pe The Crow. Sting s-ar afla in varful arenelor WCW și, uneori, ar fi coborât în ring pentru a ajuta luptătorii WCW să lupte cu nWo. Această ultimă ceartă a servit la construirea Starrcade în decembrie, afișată de Sting înfruntându-l pe Hogan pentru centura mondiala WCW. Culminând o poveste de 15 luni, evenimentul a atras cea mai mare rată de cumpărare a WCW.

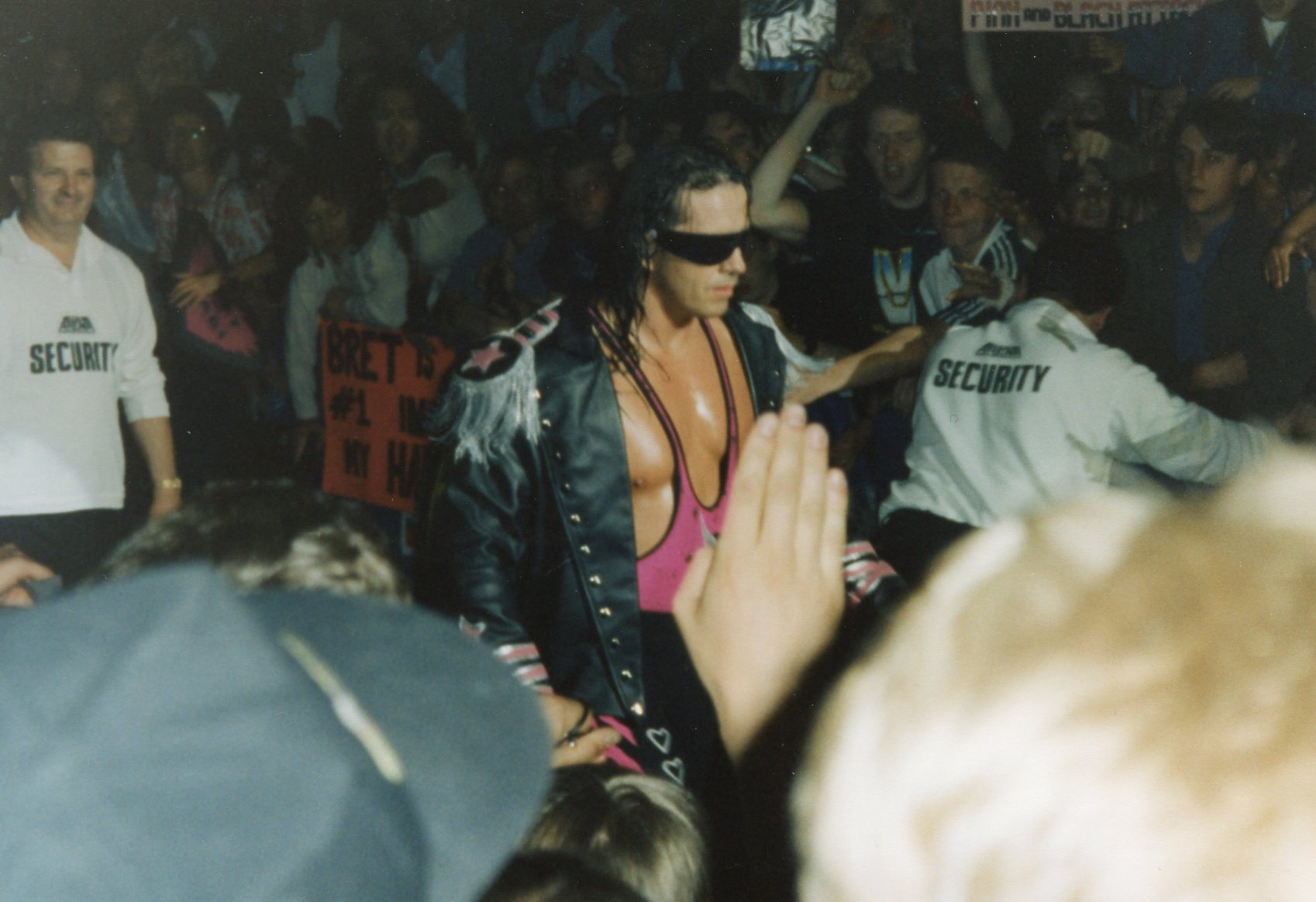
Bret Hart

Recenzii retrospectivi au considerat 1997 ca fiind anul de vârf al WCW, cu toate acestea, Starrcade a fost puternic criticat și a creat multe controverse pentru că nu a terminat curat meciul WCW World Heavyweight Championship. Un recent prezentat Bret Hart, care a arbitrat meciul precedent dintre Bischoff și Larry Zbyszko pentru controlul lui Nitro, a susținut că arbitrul Nick Patrick a efectuat o numărare rapidă pe Sting și a vrut să „redrepte lucrurile”. Hart a insistat ca meciul să continue cu el însuși în calitate de arbitru, pentru a preveni ca Sting să fie „înselat” așa cum Hart fusese în mod legitim la Survivor Series 1997 cu o lună înainte; un incident care a venit la sfârșitul alergării sale cu WWF. Bischoff însuși ar recunoaște în memoriile sale Controversy Creates Cash, numărul arăta ca un număr normal, iar reluările numărului de trei din emisiunile ulterioare au accelerat videoclipul pentru a ascunde acest lucru. Din această cauză, Starrcade a fost, de asemenea, văzut de critici drept începutul căderii WCW.
Potrivit lui Bret Hart, WCW nu a reușit să-și valorifice talentul și impulsul și nu a avut idee cum să-l folosească în mod corespunzător. Bischoff susține că Montreal Screwjob „... și-a luat taxă”, în autobiografia sa. — A fost tot ce a vorbit... în mod constant.

### Declin (1998–2001)
Turner a căutat să profite de impulsul WCW lansând o nouă emisiune de joi seara pe TBS numit Thunder. După Starrcade, Sting a fost deposedat de titlul WCW în episodul de debut al WCW Thunder pe 8 ianuarie 1998; Hogan și Sting aveau să se confrunte din nou pentru centura vacant de la SuperBrawl VIII luna următoare. Prezența lui Sting pe cartea principală va începe în curând să se estompeze, iar puterea lui de atrage ar scădea și ea. Între timp, disensiunile din cadrul nWo au dus la împărțirea grupului în facțiunea Heel nWo Hollywood condusă de Hogan și facțiunea adversă, condusă de Nash, nWo Wolfpac.
Între timp, WWF și-a reînnoit abordarea creativă sub numele de „WWF Attitude”, ridicând vedete precum Steve Austin, The Rock, Triple H și grupul său DX, Mankind și Kane. Cearta lui Austin cu personajul de heel al lui Vince McMahon, „Mr. McMahon”, a dus la episodul din 13 aprilie 1998 din Raw, înființat de un meci dintre Austin și McMahon, învingându-l pe Nitro în ratingurile Nielsen pentru prima dată în 84 de săptămâni.
Fostul jucător NFL Bill Goldberg a fost portretizat ca un monstru invincibil cu o serie lungă de victorii de meciuri de squash. Una dintre victoriile de rating ale lui Nitro a fost pe 6 iulie 1998, când Goldberg l-a învins pe Hulk Hogan pentru a câștiga titlul mondiala WCW la Georgia Dome din Atlanta. În ciuda ratingurilor puternice, decizia de a difuza meciul pentru titlul Goldberg-Hogan la televiziune, mai degrabă decât pay-per-view, a fost analizată.
Episodul din 14 septembrie 1998 din Nitro a atras, de asemenea, evaluări puternice datorită revenirii lui Ric Flair la WCW pentru a reforma cei patru călăreți; Flair a fost absent pentru o scurtă perioadă înainte de aceasta din cauza conflictelor legitime cu Eric Bischoff. Nitro a încheiat seara cu un rating de 4,5, spre deosebire de ratingul de 4,0 obținut de Raw. Dimpotrivă, WCW avea să primească un alt hit atunci când evenimentul lor Halloween Havoc, desfășurat pe 25 octombrie 1998, a durat mai mult decât timpul alocat. Din cauza adăugării în ultimă oră a unui meci pentru titlul de echipă între Scott Steiner și The Giant împotriva lui Rick Steiner și Buff Bagwell, câteva mii de telespectatori au pierdut feed-ul pay-per-view la ora 23:00 în timpul meciului pentru titlul mondiala dintre Diamond Dallas Page și Goldberg.  În noaptea următoare, întregul meci va fi difuzat gratuit pe Nitro, ceea ce duce la câștigarea programului în clasamente pentru ultima oară.
La Starrcade, Kevin Nash, care a fost numit principalul booker al 

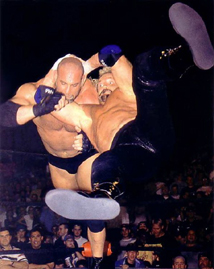
DDP si Goldberg

WCW, s-a pregătit să-l învingă pe Goldberg pentru titlul mondiala. În punctul culminant, Scott Hall a intrat și l-a bătut pe Goldberg, permițându-i lui Nash să câștige, să pună capăt seriei lui Goldberg și să devină campion. Finalul evenimentului principal a fost criticat universal de critici. În episodul din 4 ianuarie 1999 din Nitro, a fost rezervată o revanșă Starrcade între Nash și Goldberg. Cu toate acestea, Goldberg a fost arestat de poliție pentru că a urmărit-o pe Miss Elizabeth și a fost înlocuit de Hogan care se întorcea, care lipsea de la WCW cu câteva luni înainte, după ce pretindea că se retrage din luptele profesioniste. Înaintea meciului, comentatorul Tony Schiavone, sub îndrumarea lui Bischoff, a dezvăluit că Mick Foley, înfățișând personajul său „Mankind”, va câștiga Centura WWF la o ediție înregistrată a Raw, spunând sarcastic „huh, asta e. o să pun niște mucuri în scaune”. Foley lucrase pentru WCW, dar a plecat în 1994, după ce a decis că Bischoff nu-i va acorda niciodată un rol proeminent în companie. Evaluările Nielsen au indicat că peste 300.000 de telespectatori și-au schimbat canalul pentru a urmări victoria lui Foley.
Evenimentul principal Nitro l-a văzut pe Hogan împingându-l pe Nash în piept. Nash a supravândut lovitura în piept, căzând cu forță pe covor și l-a permis lui Hogan să-l blocheze pentru centura mondiala WCW. Acest lucru a unit efectiv cele două facțiuni separate nWo într-o nouă facțiune, nWo Elite. Goldberg și-a coborât drumul spre ring împreună cu Lex Luger în timpul sărbătorii, doar pentru ca Luger sa îl orbeasca pe Goldberg și Hall l-a pus din nou cu taserul. Segmentul a devenit cunoscut sub numele de „Fingerpoke of Doom”, cu critici și recenzenți retrospectivi condamnând WCW pentru tacticile lor de momeală și schimbare, care în cele din urmă au afectat credibilitatea companiei în ansamblu.

#### Inceputul declinului(1998–1999)
În 1998, WCW a alunecat într-o perioadă de declin creativ, ducând la o pierdere de spectatori. Compania a fost criticată pentru utilizarea excesivă a celebrităților în meciurile pay-per-view, precum Dennis Rodman și Jay Leno, și pentru plasarea frecventă de produse, cum ar fi Rick Steiner care a făcut schimburi cu Chucky într-un segment de promovare a filmului din 1998 Bride of Chucky.
WCW era binecunoscută pentru că avea stele populare, tinere, midcard; precum Chris Jericho, Eddie Guerrero, Chris Benoit, Dean Malenko, Raven, Billy Kidman, Chavo Guerrero Jr., Perry Saturn, Booker T și Rey Mysterio. Ei au fost, de asemenea, creditați pentru divizia lor cruiserweight, cu vedete de zbor înalt din Mexic și Japonia, unde stilul de luptă a fost popularizat. În ciuda acestui fapt, WCW nu și-a promovat vedetele mai tinere în primele locuri (admis de Bischoff) și au fost ținute departe de scena evenimentului principal, totuși vedetele de cel mai înalt nivel ale WCW nu au avut nicio motivație sa performeze din cauza contractelor pe termen lung. Dintre talentele mai tinere enumerate, multe dintre vedetele sale aveau să devină principalii campioni mondiali în WWF/E câțiva ani mai târziu, după dispariția WCW.
Se pare că talentele au fost semnate pentru a le împiedica să apară la televiziunea WWF. Bischoff l-a recrutat pe fostul star WWF The Ultimate Warrior pentru o rivalitate cu Hogan și a valorifica meciul Hogan/Warrior de la WrestleMania VI. Revanșa lor din octombrie 1998 de la Halloween Havoc a fost considerată una dintre cele mai proaste meciuri din istoria pay-per-view-ului, iar interesul s-a disipat curând după ce mai multe segmente nerealiste care îi implică pe cei doi au fost difuzate în programul WCW. Warrior a insistat, de asemenea, pe aparate elaborate și costisitoare, cum ar fi o trapă în ring, care l-a rănit grav pe British Bulldog când a aterizat pe ea la începutul evenimentului. Warrior avea să dispară din programarea WCW la scurt timp după aceea.
Potrivit autobiografiei lui Bischoff, Controversy Creates Cash, Time Warner a microgestionat WCW din ce în ce mai mult, împiedicând grav (și ocazional depășind) controlul lui Bischoff asupra companiei. Time Warner i-a dat inițial ușoare restricții cu privire la ceea ce era și nu i s-a permis să facă cu WCW, dar aceste restricții au crescut pe măsură ce timpul a trecut. Până în vara lui 1998, i s-a ordonat direct să încline programarea WCW către un produs mai „family-friendly”. Această schimbare forțată a venit în timp ce WWF, susținut de epoca „Atitudinii”, învingea în mod regulat WCW în rating. La fel ca celelalte companii aflate în proprietatea Time Warner, WCW a fost forțată să-și reducă bugetul, punând și mai multă presiune asupra companiei. Bischoff susține că restricțiile și mandatele impuse WCW au fost făcute pentru că mulți directori în proprietatea WCW - din epoca deținută de Turner până în anii AOL Time Warner - au urât luptele și au încercat să îndepărteze complet compania.
Până la sfârșitul anului 1999, WCW a început să piardă în jur de 5 milioane de dolari pe lună, deoarece participarea, achizițiile cu vizionare și ratingurile au scăzut semnificativ.
KISS a colaborat cu WCW pentru a promova The Demon, un truc creat după imaginea trupei interpretată inițial de Brian Adams și apoi de Dale Torborg. Ca o modalitate de a prezenta The Demon, KISS a încheiat un episod din Nitro cu o interpretare live a cântecului lor de succes „God of Thunder”, în timpul căreia The Demon și-a făcut debutul. Segmentul a fost unul dintre cele mai slab cotate din istoria Nitro, iar personajul Demon și-a pierdut rapid avântul. Ca parte a înțelegerii cu KISS, The Demon a fost obligat contractual să primească un meci de eveniment principal pe un pay-per-view, o condiție pe care WCW a îndeplinit-o prin faptul că l-a făcut să piardă în fața luptătorului midcard The Wall în mai puțin de patru minute la SuperBrawl 2000. Între timp. , No Limit Soldiers, inspirat de muzica hip hop, a fost introdus ca parte a unui segment cu tema muzicală, opunându-i cu stable-ul The West Texas Rednecks, cu tematică muzicală country. În ciuda faptului că Soldații No Limit au fost prezentați ca babyfaces, publicul WCW, în mare parte din sud, i-a respins și i-a aplaudat pe ticăloșii, care urăsc rap-ul, West Texas Rednecks.
Harvey Schiller, care era președintele Turner Sports la acea vreme și a acționat ca superiorul lui Eric Bischoff, l-a scos pe Bischoff de sub controlul promoției pe 10 septembrie 1999. Odată cu înlăturarea lui Bischoff, un „concurs de milioane de dolari” anunțat a fost ulterior anulat. , un serial animat Nitro planificat a fost abandonat, iar evenimentul Road Wild pay-per-view (o creație Bischoff) va fi, de asemenea, întrerupt.

### Dezastruoasa era Vince Russo (1999–2000)
Bischoff a fost înlocuit de Bill Busch, vicepreședinte al planificării strategice WCW, care a fost numit Senior Vice President. Busch i-ar aduce pe fostul scriitor principal al WWF Vince Russo și colegul său Ed Ferrara. Russo și Ferrera s-au prezentat drept creierul din spatele „Epocii Atitudinii” și li s-au oferit contracte profitabile pentru a veni la WCW în octombrie 1999. Russo și Ferrara au încercat să reproducă același format de scriere (cunoscut sub numele de „Crash TV”) pe care l-au folosit. în WWF, dar într-un ritm mai accelerat și ar împinge, de asemenea, talentele mai tinere să elimine treptat vedetele în vârstă.

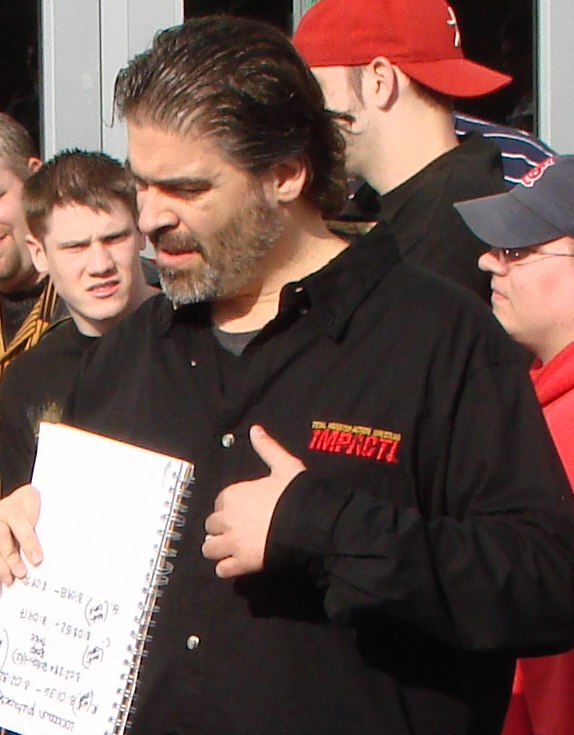
Vince Russo

Russo și Ferrara s-au străduit să obțină aprobarea pentru unele dintre ideile lor de la conducerea WCW, cum ar fi un meci „Piñata on a Pole” între luptători mexicani pe 15 noiembrie. La sfârșitul anului 1999, Russo și Ferrera au reînviat nWo ca nWo 2000, de data aceasta cu Jeff Jarrett și Bret Hart la cârmă. Apoi l-au vizat pe comentatorul WWF Jim Ross cu un personaj parodie numit „Oklahoma”, care a fost interpretat pe ecran de Ferrara și va continua să câștige Centura WCW Cruiserweight. Ross a suferit de paralizia lui Bell, iar personajul și-a lamurit defectele faciale rezultate. Personajul a fost foarte prost primit de mulți din comunitatea de lupte, susținând că personajul era de prost gust (și chiar a stârnit o ceartă legitimă între Ed Ferrara și Jim Cornette, unul dintre prietenii apropiați ai lui Ross). Russo însuși a devenit un personaj de pe ecran a cărui față nu a fost niciodată arătată pe cameră; doar mâna lui și spătarul scaunului i-au fost văzute cu adevărat. Aceasta a devenit parte dintr-o temă recurentă, pe măsură ce „filmările lucrate” au devenit apariții regulate în programarea WCW, ca o modalitate de a estompa liniile dintre ceea ce era legitim și ceea ce nu era.
În decembrie 1999, Bret Hart a suferit o comoție care a pus capăt carierei în timpul unui meci cu Goldberg. Goldberg însuși avea să-și deschidă o arteră majoră a antebrațului la mai puțin de o săptămână mai târziu, în timp ce pătrundea printr-o fereastră de limuzină din Salisbury, Maryland, ca parte a unei povești care a fost scrisă de Russo. Russo și Ferrara au fost suspendați trei luni mai târziu, pe fondul zvonurilor că ar dori să-l facă pe fostul luptător UFC, Tank Abbott, campion mondial WCW. Abbott, în ciuda experienței sale legitime în lupte, avea puțină experiență în lupte și nu reușise să se conecteze cu publicul WCW. Kevin Sullivan, care a fost de-a lungul a câțiva ani, a fost numit noul scriitor șef între timp.
Noua echipă de scriitori a încercat să-i liniștească pe fani, făcându-l pe Chris Benoit să câștige Centura Mondiala WCW la Souled Out în ianuarie 2000. Cu toate acestea, Benoit a fost printre un grup de luptători care și-au exprimat intenția de a părăsi compania înainte de spectacol, deoarece Sullivan nu era iubit în mod deosebit. Benoit, în special, a avut o nemulțumire personală față de Sullivan care datează de câteva luni, deoarece povestea cu cei doi care l-a implicat pe Benoit câștigând serviciile managerului lui Sullivan, Woman (soția de atunci a lui Sullivan, Nancy), a dus la o aventură extraconjugală care a dus la o relație reală. Eddie Guerrero, Dean Malenko și Perry Saturn, printre alții, și-au exprimat nemulțumirile lui Busch, care a acceptat inițial să-l ia pe Sullivan de pe Nitro și Thunder, doar ca să se întoarcă și să le spună că toți au fost trimiși acasă, cu excepția lui Benoit. Ca răzbunare, Benoit a predat centura înapoi după ce a câștigat-o și el, împreună cu Guerrero, Malenko și Saturn, au semnat cu WWF a doua zi; devenind cunoscut sub numele de „The Radicalz”. Ca urmare, Busch a fost concediat din funcția de vicepreședinte senior și înlocuit de directorul de programare Turner, Brad Siegel.
La 11 februarie 2000, 12 luptători, inclusiv luptătorul afro-american Hardbody Harrison și managerul nipon-american Sonny Onoo au lansat procese pentru discriminare rasială împotriva WCW, acuzând că, din cauza etniilor lor, nu au fost împinși, nu au fost plătiți ca precum și alți luptători și personalități și primiseră personaje ofensive. De atunci s-a speculat că aceste acuzații l-au determinat pe colegul afro-american Booker T să câștige Centura Mondiala WCW mai târziu în acel an, iar fratele său din viața reală, Stevie Ray, a devenit comentator; Stevie Ray însuși a recunoscut că poate fi un factor. Onoo a susținut că i s-a dat un personaj lipsit de respect și că salariul final – 160.000 de dolari – era doar jumătate din salariul mediu pentru un luptător la acel moment.

### Ultimii ani(2000–2001)
În aprilie 2000, cu ratingurile atingând noi minime, Russo și Bischoff au fost reinstalați de WCW. Într-o altă încercare de a transforma produsul creativ al WCW, au decis să „repornească” WCW într-o companie mai modernă și mai eficientă. Toate povestile care aveau loc în acel moment au fost imediat abandonate și toate campionatele au fost eliberate.
Prima poveste majoră care a avut loc după repornire i-a văzut pe Bischoff și Russo formând o uniune pe ecran care a susținut talentul mai tânăr din companie (pe care l-au numit The New Blood) în lupta lor împotriva The Millionaire's club, care a constat din vedete mai în vârstă, mai bine plătite și mai vizibile, cum ar fi Hogan, Sting și Diamond Dallas Page. Deși inițial bine primită, recepția poveștii a scăzut rapid atunci când New Blood au fost aruncați ca tocuri pe fața Millionaire's Club. Mulți au văzut castingul ca pe o încercare de a câștiga simpatie față de veterani, în ciuda reputației deja proaste pe care le-au câștigat în culise. The New Blood a fost desființat înainte de evenimentul eponim pay-per-view, New Blood Rising.
Deși niciunul nu era un luptător antrenat, atât Russo, cât și actorul David Arquette, au câștigat fiecare WCW World Heavyweight Championship, acesta din urmă pentru a promova filmul Ready to Rumble. Arquette a fost vehement împotriva câștigării campionatului, crezând că fanii, ca și el, ar detesta un non-luptător care să câștige titlul, deoarece niciunul nu părea capabil fizic să învingă luptătorii reali într-un meci. În documentarul WWE The Rise and Fall of WCW, Jim Ross a spus că Arquette a câștigat campionatul a fost o „farsă”, iar David Crockett, fratele lui Jim Crockett Jr. care a lucrat ca unul dintre producătorii WCW în culise, a spus că WCW ar putea la fel de bine să „arunce [titlul] la coșul de gunoi”.
Goldberg s-a întors ca si heel pentru prima dată în cariera sa la The Great American Bash, dar cearta sa ulterioară cu Kevin Nash și o încercare eșuată de a-și duplica seria originală i-au diminuat foarte mult puterea de atracție a lui Goldberg.
Vince Russo a avut multe conflicte în culise cu Hulk Hogan, deoarece încă credea că timpul lui Hogan în lumina reflectoarelor s-a încheiat. Hogan a fost privit ca un „jobber pentru stele”, pierzând în fața luptătorilor din evenimentele principale precum Sting și Goldberg, precum și în fața lui Billy Kidman, cu care Russo s-a certat cu Hogan în încercarea de a-l ridica pe Kidman. De asemenea, Hogan a apărut mai rar în WCW în această perioadă. Când s-a anunțat că Hogan se va înfrunta cu Jeff Jarrett pentru Centura Mondiala WCW la Bash at the Beach, Hogan și-a invocat controlul creativ și a cerut să câștige meciul și titlul. Russo a fost de acord, dar a adăugat că finalul va implica pe Jarrett să se așeze pur și simplu pentru ca Hogan să-l puna la pin, lucru cu care Hogan nu a fost puternic de acord. În timpul meciului propriu-zis, Russo a coborât pe ring și a aruncat centura titlului la picioarele lui Hogan. Hogan a iesit din caracter, spunând în mod infam: „Este ideea ta, Russo? De aceea această companie este în forma naibii în care se află, din cauza prostiilor de genul acesta!” La câteva momente după ce Hogan l-a pus la pin pe Jarrett pentru a câștiga meciul, Russo a revenit și i-a anulat imediat câștigarea titlului lui Hogan, înainte de a rosti un discurs împotriva lui Hogan, în timpul căruia s-a referit la Hogan drept o „rahat” și pe care fanii „nu-l vor vedea niciodată pe el [Hulk Hogan] din nou”, l-a concediat efectiv pe Hogan în direct la pay-per-view. Acest lucru a condus în cele din urmă la Hogan să depună un proces pentru defăimare a caracterului, care a fost respins în 2002.
Înfuriat de acțiunile lui Russo, care intrau în conflict cu intențiile sale pentru Bash, Bischoff a plecat din nou în iulie 2000. La pay-per-view New Blood Rising din 13 august, un Goldberg rănit a ieșit dintr-un concurs de eliminare triple threat împotriva lui Kevin Nash și Scott Steiner, încălcând scenariul meciului și lăsându-l pe Steiner să lupte și să piardă singur în fața lui Nash. Goldberg l-a înjurat apoi pe Russo pe drumul înapoi spre dressing, în fața camerei. Ca urmare a acțiunilor lui Goldberg, povestea a fost schimbată într-o rivalitate între Steiner și Goldberg, culminând cu un meci la Fall Brawl în septembrie 2000, pe care Steiner l-a câștigat. Imediat după aceea, Russo l-a informat pe Goldberg că, dacă va pierde vreodată un alt meci, va fi eliberat din contractul său WCW. Cu toate acestea, aceasta a fost o oportunitate pentru Goldberg de a se vindeca de leziunile anterioare, iar Russo a dispărut complet de la promovare până la sfârșitul anului 2000, lăsându-l pe fostul star All Japan Pro Wrestling Johnny Ace să-l înlocuiască. În acest timp, a început o ceartă de scurtă durată, care a implicat vedete din WCW și Battle Dome.
La Sin pay-per-view din 14 ianuarie 2001, Goldberg și antrenorul său DeWayne Bruce au pierdut un meci de echipă în fața Totally Buffed (Buff Bagwell și The Total Package). Aceasta a fost ultima apariție a lui Goldberg pentru WCW înainte ca aceasta companie să fie achiziționată de WWF. Ultimul eveniment WCW care a avut loc în afara sudului Statelor Unite a fost ediția din 29 ianuarie a WCW Monday Nitro din Baltimore, Maryland și înregistrarea asociată a WCW Thunder (care a avut loc în aceeași noapte). După aceasta, toate evenimentele WCW rămase au avut loc în sudul Statelor Unite. În plus, majoritatea personalităților feminine au fost eliberate din promotie până la începutul lunii februarie 2001, în încercarea de a reduce costurile.

### Achiziție de către WWF și consecințe (2001–2017)
La 23 martie 2001, toate mărcile comerciale ale WCW și biblioteca video arhivată, precum și douăzeci și patru de contracte selectate, au fost vândute către Vince McMahon și World Wrestling Federation Entertainment, Inc. prin subsidiara sa, WCW, Inc. Proprietățile intangibile ale WCW au fost cumpărate cu 3 milioane de dolari. Majoritatea vedetelor principale la nivel de eveniment, inclusiv Ric Flair, Goldberg, Kevin Nash și Sting, au fost contractate direct cu compania-mamă AOL Time Warner în loc de WCW, și astfel AOL Time Warner a fost forțată să continue să plătească mulți dintre luptători ani de zile. Numele legal al companiei a revenit la Universal Wrestling Corporation; va rămâne listată ca subsidiară a Time Warner până la 16 decembrie 2017, când a fost fuzionată cu Turner Broadcasting System.
TNT a difuzat ultimul episod Nitro de la Panama City Beach, Florida, care fusese programat pentru următoarea luni, pe 26 martie. McMahon a deschis ultimul episod din WCW Monday Nitro cu o difuzare simultană cu WWF Monday Night Raw, care a fost difuzat din Cleveland, Ohio . Ultimul meci WCW World Heavyweight Championship pentru spectacol și compania l-au văzut pe campionul WCW United States Heavyweight Booker T l-a învins pe Scott Steiner pentru a câștiga Centura WCW World Heavyweight. Evenimentul principal l-a prezentat pe Sting învingându-l pe Ric Flair cu Scorpion Deathlock, apoi ambii bărbați s-au îmbrățișat unul pe celălalt la încheierea meciului. Aceasta a fost o paralelă directă cu primul episod Nitro, în care Sting vs. Flair a fost, de asemenea, prezentat. După meciul Sting/Flair, Vince a apărut pe Raw pentru a închide Nitro și pentru a declara victoria asupra WCW. Fiul lui Vince, Shane McMahon, a apărut apoi pe Nitro, declarând că de fapt el a cumpărat WCW. Acest lucru a inițiat o poveste în care Shane a condus o invazie WCW a WWF. Ultima transmisie WCW a fost episodul final deja înregistrat al WCW WorldWide care a fost difuzat în sindicare la șase zile după difuzarea finală Nitro (cu o zi înainte de WrestleMania X-Seven, deși mai multe posturi l-au difuzat la primele ore ale zilei evenimentului) .
Au existat multe încercări întrerupte de a desfășura evenimente marca WCW (inclusiv un interval de timp propus de sâmbătă seara care a evoluat ulterior în WWF Excess și apoi WWE Velocity), iar WWF a organizat doar câteva meciuri pe Raw și SmackDown! sub steagul WCW, care au fost prost primiți de fani. La primul eveniment principal marcat WCW dintre Booker T și Buff Bagwell, mulțimea a aplaudat când heeli WWF Stone Cold Steve Austin și Kurt Angle au alergat pentru a se confrunta cu Booker T de la WCW. Acest lucru l-ar determina și pe Bagwell să fie concediat de la WWF după doar o săptămână de angajare.
În 2004, WWE Home Video a lansat un DVD numit The Monday Night Wars. Obiectivitatea conținutului DVD-ului a fost pusă la îndoială, deoarece unii credeau că documentarul spunea pur și simplu partea WWE a poveștii. Pe 25 august 2009, WWE a lansat The Rise and Fall of WCW pe DVD. DVD-ul a privit înapoi la rădăcinile WCW în zilele GCW și Mid-Atlantic Championship Wrestling, la zilele de glorie de luni Nitro și nWo și la dispariția și vânzarea acesteia către WWE. Acest DVD a inclus câteva interviuri noi de la Vince McMahon, Jim Crockett, Ric Flair, Dusty Rhodes, Bill Goldberg, precum și mulți dintre cei responsabili pentru conducerea NWA și WCW. Au fost incluse interviuri de arhivă de la foști talente WCW, cum ar fi Hulk Hogan și Eric Bischoff, din cauza contractelor lor cu Total Nonstop Action Wrestling (TNA) care nu le permiteau să ofere interviuri noi pentru WWE. În 2014, WWE Network a lansat în premieră The Monday Night War: WWE vs. WCW, un serial documentar care a acoperit un domeniu mult mai larg și a oferit puncte de vedere mai egale atât pentru WWE, cât și pentru WCW.
Pe 16 decembrie 2017, Universal Wrestling Corporation, rămășița rămasă a WCW, a fuzionat în Turner Broadcasting System.

## Programe populare
- WCW Monday Nitro (1995–2001)
- WCW Thunder (1998–2001)
- WCW SATURDAY NIGHT (1971-2000)

Pay-per-view
- SuperBrawl
- The Great American Bash
- Halloween Havoc
- Starrcade (WrestleMania promotiei)

## Wrestleri notabili
Campioni mondialai
- Sting
- Ric Flair
- Big Van Vader
- Ron Simmons
- Hulk Hogan
- Randy Savage
- Kevin Nash
- Lex Luger
- The Giant
- Bret Hart
- Sid Vicious
- Scott Steiner
- Goldberg
- Diamond Dallas Page
- Chris Benoit
- Booker T
- Jeff Jarrett

Campioni americani
- Dustin Rhodes
- Steve Austin
- Roddy Piper
- Eddie Guerrero
- Curt Hennig
- Rick Steiner
- Konnan
- Raven
- Terry Funk
- Shane Douglas
- Ricky Steamboat

Campioni mondialai pe echipe
- The Road Warriors
- Harlem Heat (Booker T & Stevie Ray)

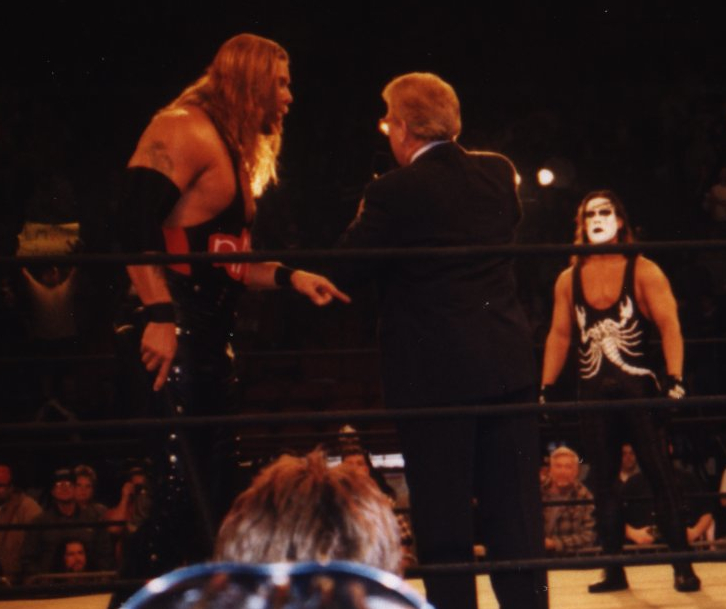
Sting Versus Kevin Nash (nWo)

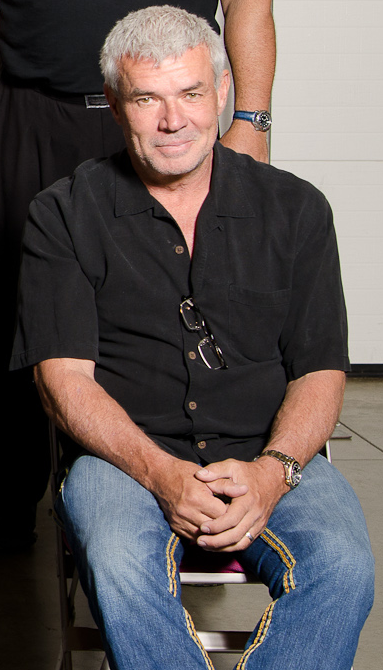
Eric Bischoff a condus compania in anii de glorie.

- The Steiner Brothers (Scott Steiner & Rick Steiner)
- The Outsiders (Kevin Nash & Scott Hall)
- The Minnesota Wrecking Crew (Gene Anderson & Ole Anderson)
- Arn Anderson & Tully Blanchard
- Vampiro & The Great Muta
- The Nasty Boys
- The Rock 'n' Roll Express

Campioni cruiser
- Rey Mysterio Jr.
- Chavo Guerrero, Jr.
- Syxx-Pac
- Chris Jericho
- Billy Kidman
- Juventud Guerrera
- Dean Malenko

## Producatori notabili
- Eric Bischoff (1993–1999)

1. ↑  „Universal Wrestling Corporation”. georgiacompanieslist.com. Arhivat din original la 24 septembrie 2017. Accesat în 26 iulie 2014.
2. ↑  Atlanta Business Journal June 28, 1999 Arhivat în 29 mai 2021, la Wayback Machine.
3. ↑  „Eric Bischoff”. Off the Record with Michael Landsberg. 18 martie 1998. TSN. Monday night is that one time during the week when I can forget that I'm the president of WCW, that I've got 150 employees to worry about.